# Колумбија (Северна Каролина)
Колумбија (енгл. Columbia) град је у америчкој савезној држави Северна Каролина.

## Демографија
По попису из 2010. године број становника је 891, што је 72 (8,8%) становника више него 2000. године.
| Група             | 2000.       | 2010.       |
| Белци             | 312 (38,1%) | 327 (36,7%) |
| Афроамериканци    | 428 (52,3%) | 384 (43,1%) |
| Азијати           | 12 (1,5%)   | 29 (3,3%)   |
| Хиспаноамериканци | 60 (7,3%)   | 145 (16,3%) |
| Укупно            | 819         | 891         |